# آرثر أندرسون (مهندس معماري)
آرثر أندرسون (بالإنجليزية: Arthur Anderson)‏ هو مهندس معماري أسترالي، ولد في 13 مايو 1868 في هوبارت في أستراليا، وتوفي في 25 يونيو 1942 في Roseville, New South Wales ‏ في أستراليا.